# Championnat de la CONCACAF 1963
Navigation
Guatemala 1965
Le championnat de la CONCACAF 1963 est la 1re edition du championnat des nations de la CONCACAF. L'intégralité de la compétition a eu lieu au Salvador.

## Les stades
La compétition se déroule dans deux stades à San Salvador, capitale du Salvador, et Santa Ana, deuxième ville du pays.
| \| San Salvador Santa Ana \| Sites du Championnat de la CONCACAF 1963 |
| San Salvador Santa Ana                                                |

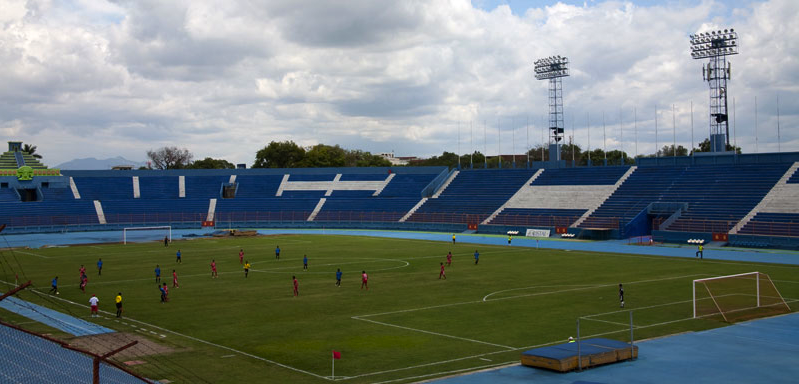
San Salvador Stade Jorge González (Estadio Jorge "Mágico" González) 35 000 places

## Tour préliminaire
2 équipes disputent un barrage pour se qualifier pour le premier tour du championnat : Haïti et les Antilles néerlandaises. Ce barrage est disputé à Kingston, en Jamaïque.
| Équipe 1 | Résultat | Équipe 2               | Aller | Retour |
| -------- | -------- | ---------------------- | ----- | ------ |
| Haïti    | 1-4      | Antilles néerlandaises | 1-3   | 0-1    |

## Premier tour

### Groupe A
|   | Équipe    | Pts | J | G | N | P | BP | BC | Diff |
| - | --------- | --- | - | - | - | - | -- | -- | ---- |
| 1 | Honduras  | 7   | 4 | 3 | 1 | 0 | 6  | 3  | +3   |
| 2 | Salvador  | 5   | 4 | 1 | 3 | 0 | 10 | 5  | +5   |
| 3 | Panama    | 4   | 4 | 1 | 2 | 1 | 8  | 4  | +4   |
| 4 | Guatemala | 4   | 4 | 1 | 2 | 1 | 7  | 6  | +1   |
| 5 | Nicaragua | 0   | 4 | 0 | 0 | 4 | 2  | 15 | -13  |

| 23 mars 1963 | Salvador  | 1 | 1 | Panama    |
|              | Honduras  | 2 | 1 | Guatemala |
| 25 mars 1963 | Salvador  | 6 | 1 | Nicaragua |
|              | Panama    | 2 | 2 | Guatemala |
| 27 mars 1963 | Guatemala | 3 | 1 | Nicaragua |
|              | Honduras  | 1 | 0 | Panama    |
| 29 mars 1963 | Salvador  | 1 | 1 | Guatemala |
|              | Honduras  | 1 | 0 | Nicaragua |
| 31 mars 1963 | Honduras  | 2 | 2 | Salvador  |
|              | Panama    | 5 | 0 | Nicaragua |

### Groupe B
|   | Équipe                 | Pts | J | G | N | P | BP | BC | Diff |
| - | ---------------------- | --- | - | - | - | - | -- | -- | ---- |
| 1 | Costa Rica             | 5   | 3 | 2 | 1 | 0 | 8  | 1  | +7   |
| 2 | Antilles néerlandaises | 4   | 3 | 2 | 0 | 1 | 4  | 3  | +1   |
| 3 | Mexique                | 3   | 3 | 1 | 1 | 1 | 10 | 3  | +7   |
| 4 | Jamaïque               | 0   | 3 | 0 | 0 | 3 | 1  | 16 | -15  |

| 24 mars | Costa Rica             | 6 | 0 | Jamaïque               |
|         | Antilles néerlandaises | 2 | 1 | Mexique                |
| 28 mars | Costa Rica             | 1 | 0 | Antilles néerlandaises |
|         | Mexique                | 8 | 0 | Jamaïque               |
| 30 mars | Costa Rica             | 1 | 1 | Mexique                |
|         | Antilles néerlandaises | 2 | 1 | Jamaïque               |

## Poule finale
Les 4 équipes qualifiées du premier tour se retrouvent réunies dans une poule finale, où chacune rencontre ses adversaires une fois. L'équipe terminant en tête à la fin de la compétition est sacrée championne de la CONCACAF.
|   | Équipe                 | Pts | J | G | N | P | BP | BC | Diff |
| - | ---------------------- | --- | - | - | - | - | -- | -- | ---- |
| 1 | Costa Rica             | 6   | 3 | 3 | 0 | 0 | 7  | 2  | +5   |
| 2 | Salvador               | 4   | 3 | 2 | 0 | 1 | 7  | 6  | +1   |
| 3 | Antilles néerlandaises | 2   | 3 | 1 | 0 | 2 | 6  | 5  | +1   |
| 4 | Honduras               | 0   | 3 | 0 | 0 | 3 | 2  | 9  | -7   |

| 3 avril | Costa Rica             | 1 | 0 | Antilles néerlandaises |
|         | Salvador               | 3 | 0 | Honduras               |
| 5 avril | Costa Rica             | 2 | 1 | Honduras               |
|         | Salvador               | 3 | 2 | Antilles néerlandaises |
| 7 avril | Costa Rica             | 4 | 1 | Salvador               |
|         | Antilles néerlandaises | 4 | 1 | Honduras               |

| Champion de la CONCACAF 1963 |
| ---------------------------- |
| Costa Rica Premier titre     |

## Sources et liens externes
- Notes, infos et feuilles de matchs sur RSSSF